# Leo Sterckx
Leo Sterckx, född 16 juli 1936 i Hulshout i provinsen Antwerpen, död 4 mars 2023 på samma plats, var en belgisk tävlingscyklist.
Sterckx blev olympisk silvermedaljör i sprint vid sommarspelen 1960 i Rom.